# 잣나무
잣나무(영어: Korean pine, 학명: Pinus koraiensis 피누스 코라이엔시스[*])는 구과목 소나무과의 식물이다.

## 다른 이름
나무를 베면 심재가 붉은 색이어서 홍송(紅松)이라 부르며, 한자명은 백자목(柏子木)이라고 부르기도 한다. 영명은 잎이 희게 보이는 한국산 소나무란 의미에서 "Korean white pine"이다.

## 형태
겨울에도 늘푸른 상록수이다. 수고는 30m가 넘게 자라며 흉고직경 역시 1m가 넘게 자란다. 수피는 흑갈색으로 벗겨지며, 높이 5~8m 정도에서 줄기가 Y자 형태로 갈라지는 경우가 흔하다. 잎은 침형으로 5개씩 총생하며 길이는 7~12cm다. 가장자리에는 잔톱니가 있다. 또한 잎 뒷면에는 5~6줄의 백색 기공조선이 있어 하얗기 때문에 수관은 녹백색으로 보인다. 잣송이는 긴 난형 또는 원통상 난형이고 길이 12~15 cm, 지름 6~8cm이며 실편 끝이 길게 자라 뒤로 젖혀진다. 하나의 실편에 잣이 2개씩 들어있다.

## 습성
잣나무는 한반도와 중국 동북부, 극동러시아, 일본 혼슈와 시코쿠에 분포하며, 한국에서는 대부분 고산지대에서 자생하고 있다. 남한에서는 해발 1000m 이상 고산 지대에 자연 분포한다. 특히 동북 3성과 연해주, 하바롭스크 등지에 많은 원시림이 분포하고 있으나 과도한 벌채로 천연림이 급속도로 파괴되고 있다. 최근 중국에서는 잣나무림의 복원을 위해 노력을 기울이고 있다. 러시아에서도 1980년 이후 잣나무의 벌채를 금지하고 있다. 어릴 때는 내음성이 강해서 빽빽한 숲에서도 자라나며 성장하면 중용수로 바뀐다. 적윤성 토양에서 잘 자라며 냇가와 습윤지에서도 잘 견딘다. 한대성 수종이기 때문에 남해안과 제주도 같은 온대성 지방에서는 생육이 불량하다. 또한 젓나무, 분비나무, 피나무, 자작나무, 신갈나무 등과 같이 자라지만 백두산지역에서는 순림에 가까운 곳도 있다.

## 쓰임새
목재는 건축(건구, 내장), 가구, 포장, 합판, 펄프, 목탄으로 이용되며, 열매는 식용 혹은 약용으로 쓰인다.

### 목재
나이테가 뚜렷하고 심재는 황홍색, 변재는 담홍황백색으로 심재와 변재의 구분이 뚜렷하다. 나무 결은 곧고 나무 갗은 거칠다. 향기가 있다. 건조는 잘 되지만 휨가공은 좋지 않다.

## 사진

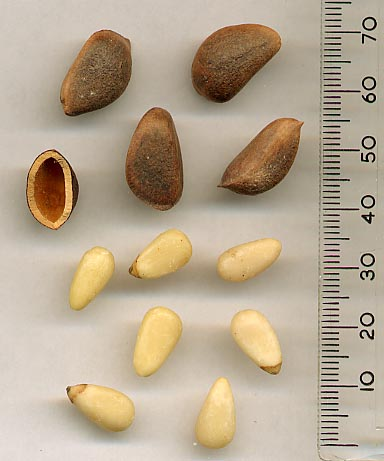
잣
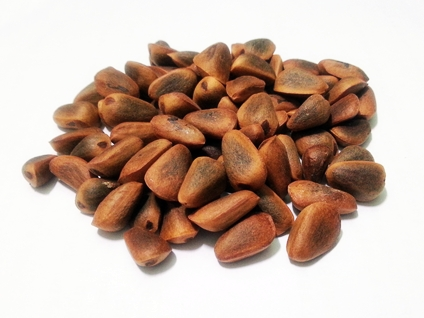
잣껍질 까지 않은 것
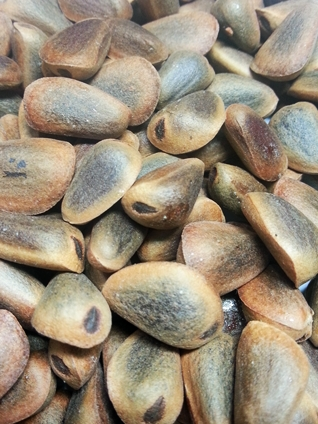
회색껍질의 잣